# Distretto di Ko Chang
Il distretto di Ko Chang (in thailandese: เกาะช้าง) è un distretto (amphoe) della Thailandia, situato nella provincia di Trat.